# 小沙冬青
小沙冬青（学名：Ammopiptanthus nanus，又名矮沙冬青、新疆沙冬青）是一种豆科常绿阔叶灌木，分布于亚洲中部荒漠地区，是中国国家二级濒危保护植物 。
其种加词“nanus”意为“矮小的”。

## 异名
- Ammopiptanthus kamelinii Lazkov
- Piptanthus nanus Popov
- Podalyria nana (Popov) Popov